# فلودروکورتیزون
فلودروکورتیزون (به انگلیسی: FLUDROCORTISONE)
رده درمانی: مینرالوکورتیکوئیدها
اشکال دارویی: قرص

## موارد مصرف
نارسائی آدرنال، سندرم آدرنوژنیتال توأم با دفع نمک.

## مکانیسم اثر
با داشتن اثرات مینرالوکورتیکوئیدی قوی و فعالیت گلوکوکورتیکوئیدی ضعیف سبب افزایش بازجذب آب و سدیم، و دفع پتاسیم و هیدروژن از لوله‌های کلیوی می‌شود (مشابه آلدوسترون).

## عوارض جانبی
گُرگرفتگی، تعریق، سردرد، افزایش فشارخون، کلاپس عروقی، ترومبوفلبیت، آمبولی، تاکیکاردی، شکستگی استخوانها، استئوپروز و ضعف.